# Vuelta a España 2019 – 15. etap
15. etap kolarskiego wyścigu Vuelta a España 2019 odbył się 8 września na trasie liczącej 154,4 km. Start etapu miał miejsce w Tineo, a meta przy Sanktuarium Acebo.

## Klasyfikacja etapu
| \| Klasyfikacja etapu \| Klasyfikacja etapu \| Klasyfikacja etapu \| Klasyfikacja etapu \| Klasyfikacja etapu \| \| Kolarz \| Kolarz \| Państwo \| Drużyna \| Czas \| \| ------------------ \| ------------------ \| ------------------ \| ----------------------------- \| ------------------ \| \| 1. \| Sepp Kuss \| Stany Zjednoczone \| Team Jumbo-Visma \| 4h 19' 04" \| \| 2. \| Ruben Guerreiro \| Portugalia \| Katusha-Alpecin \| + 39" \| \| 3. \| Tao Geoghegan Hart \| Wielka Brytania \| Team Ineos \| + 40" \| \| 4. \| Óscar Rodríguez \| Hiszpania \| Euskadi Basque Country-Murias \| + 53" \| \| 5. \| Mark Padun \| Ukraina \| Bahrain-Merida \| + 1' 49" \| \| 6. \| Ben O’Connor \| Australia \| Dimension Data \| + 2' 05" \| \| 7. \| Lawson Craddock \| Stany Zjednoczone \| EF Education First \| + 2' 11" \| \| 8. \| Primož Roglič \| Słowenia \| Team Jumbo-Visma \| + 2' 14" \| \| 9. \| Alejandro Valverde \| Hiszpania \| Movistar Team \| + 2' 14" \| \| 10. \| Sander Armée \| Belgia \| Lotto-Soudal \| + 2' 48" \| |                    |                   |                               |            |
| |                    |                   |                               |            |
| Źródło: ProCyclingStats |                    |                   |                               |            |
| Klasyfikacja etapu |                    |                   |                               |            |
| Kolarz | Kolarz             | Państwo           | Drużyna                       | Czas       |
| 1. | Sepp Kuss          | Stany Zjednoczone | Team Jumbo-Visma              | 4h 19' 04" |
| 2. | Ruben Guerreiro    | Portugalia        | Katusha-Alpecin               | + 39"      |
| 3. | Tao Geoghegan Hart | Wielka Brytania   | Team Ineos                    | + 40"      |
| 4. | Óscar Rodríguez    | Hiszpania         | Euskadi Basque Country-Murias | + 53"      |
| 5. | Mark Padun         | Ukraina           | Bahrain-Merida                | + 1' 49"   |
| 6. | Ben O’Connor       | Australia         | Dimension Data                | + 2' 05"   |
| 7. | Lawson Craddock    | Stany Zjednoczone | EF Education First            | + 2' 11"   |
| 8. | Primož Roglič      | Słowenia          | Team Jumbo-Visma              | + 2' 14"   |
| 9. | Alejandro Valverde | Hiszpania         | Movistar Team                 | + 2' 14"   |
| 10. | Sander Armée       | Belgia            | Lotto-Soudal                  | + 2' 48"   |

## Klasyfikacje po etapie

### Klasyfikacja generalna
| \| Klasyfikacja generalna \| Klasyfikacja generalna \| Klasyfikacja generalna \| Klasyfikacja generalna \| Klasyfikacja generalna \| \| Kolarz \| Kolarz \| Państwo \| Drużyna \| Czas \| \| ---------------------- \| ---------------------- \| ---------------------- \| -------------------------- \| ---------------------- \| \| 1. \| Primož Roglič \| Słowenia \| Team Jumbo-Visma \| 58h 10' 32" \| \| 2. \| Alejandro Valverde \| Hiszpania \| Movistar Team \| + 2' 25" \| \| 3. \| Tadej Pogačar \| Słowenia \| UAE Team Emirates \| + 3' 42" \| \| 4. \| Miguel Ángel López \| Kolumbia \| Astana \| + 3' 59" \| \| 5. \| Nairo Quintana \| Kolumbia \| Movistar Team \| + 5' 09" \| \| 6. \| Rafał Majka \| Polska \| Bora-Hansgrohe \| + 7' 14" \| \| 7. \| Nicolas Edet \| Francja \| Cofidis, Solutions Crédits \| + 9' 08" \| \| 8. \| Wilco Kelderman \| Holandia \| Team Sunweb \| + 9' 15" \| \| 9. \| Carl Fredrik Hagen \| Norwegia \| Lotto-Soudal \| + 9' 44" \| \| 10. \| Hermann Pernsteiner \| Austria \| Bahrain-Merida \| + 11' 39" \| |                     |           |                            |             |
| |                     |           |                            |             |
| Źródło: ProCyclingStats |                     |           |                            |             |
| Klasyfikacja generalna |                     |           |                            |             |
| Kolarz | Kolarz              | Państwo   | Drużyna                    | Czas        |
| 1. | Primož Roglič       | Słowenia  | Team Jumbo-Visma           | 58h 10' 32" |
| 2. | Alejandro Valverde  | Hiszpania | Movistar Team              | + 2' 25"    |
| 3. | Tadej Pogačar       | Słowenia  | UAE Team Emirates          | + 3' 42"    |
| 4. | Miguel Ángel López  | Kolumbia  | Astana                     | + 3' 59"    |
| 5. | Nairo Quintana      | Kolumbia  | Movistar Team              | + 5' 09"    |
| 6. | Rafał Majka         | Polska    | Bora-Hansgrohe             | + 7' 14"    |
| 7. | Nicolas Edet        | Francja   | Cofidis, Solutions Crédits | + 9' 08"    |
| 8. | Wilco Kelderman     | Holandia  | Team Sunweb                | + 9' 15"    |
| 9. | Carl Fredrik Hagen  | Norwegia  | Lotto-Soudal               | + 9' 44"    |
| 10. | Hermann Pernsteiner | Austria   | Bahrain-Merida             | + 11' 39"   |

### Klasyfikacja punktowa
| Klasyfikacja punktowa | Klasyfikacja punktowa | Klasyfikacja punktowa | Klasyfikacja punktowa  | Klasyfikacja punktowa |
| Kolarz                | Kolarz                | Państwo               | Drużyna                | Punkty                |
| --------------------- | --------------------- | --------------------- | ---------------------- | --------------------- |
| 1.                    | Primož Roglič         | Słowenia              | Team Jumbo-Visma       | 117 pkt               |
| 2.                    | Tadej Pogačar         | Słowenia              | UAE Team Emirates      | 90 pkt                |
| 3.                    | Alejandro Valverde    | Hiszpania             | Movistar Team          | 82 pkt                |
| 4.                    | Nairo Quintana        | Kolumbia              | Movistar Team          | 82 pkt                |
| 5.                    | Sam Bennett           | Irlandia              | Bora-Hansgrohe         | 70 pkt                |
| 6.                    | Miguel Ángel López    | Kolumbia              | Astana                 | 56 pkt                |
| 7.                    | Alex Aranburu         | Hiszpania             | Caja Rural-Seguros RGA | 52 pkt                |
| 8.                    | Marc Soler            | Hiszpania             | Movistar Team          | 45 pkt                |
| 9.                    | Tosh Van der Sande    | Belgia                | Lotto-Soudal           | 44 pkt                |
| 10.                   | Ruben Guerreiro       | Portugalia            | Katusha-Alpecin        | 43 pkt                |

### Klasyfikacja górska
| Klasyfikacja górska | Klasyfikacja górska | Klasyfikacja górska | Klasyfikacja górska           | Klasyfikacja górska |
| Kolarz              | Kolarz              | Państwo             | Drużyna                       | Punkty              |
| ------------------- | ------------------- | ------------------- | ----------------------------- | ------------------- |
| 1.                  | Ángel Madrazo       | Hiszpania           | Burgos-BH                     | 32 pkt              |
| 2.                  | Geoffrey Bouchard   | Francja             | AG2R La Mondiale              | 30 pkt              |
| 3.                  | Tadej Pogačar       | Słowenia            | UAE Team Emirates             | 25 pkt              |
| 4.                  | Alejandro Valverde  | Hiszpania           | Movistar Team                 | 22 pkt              |
| 5.                  | Sergio Henao        | Kolumbia            | UAE Team Emirates             | 21 pkt              |
| 6.                  | Sergio Samitier     | Hiszpania           | Euskadi Basque Country-Murias | 20 pkt              |
| 7.                  | Primož Roglič       | Słowenia            | Team Jumbo-Visma              | 20 pkt              |
| 8.                  | Marc Soler          | Hiszpania           | Movistar Team                 | 17 pkt              |
| 9.                  | Wout Poels          | Holandia            | Team Ineos                    | 17 pkt              |
| 10.                 | Jesús Herrada       | Hiszpania           | Cofidis, Solutions Crédits    | 17 pkt              |

### Klasyfikacja młodzieżowa
| Klasyfikacja młodzieżowa | Klasyfikacja młodzieżowa | Klasyfikacja młodzieżowa | Klasyfikacja młodzieżowa      | Klasyfikacja młodzieżowa |
| Kolarz                   | Kolarz                   | Państwo                  | Drużyna                       | Czas                     |
| ------------------------ | ------------------------ | ------------------------ | ----------------------------- | ------------------------ |
| 1.                       | Tadej Pogačar            | Słowenia                 | UAE Team Emirates             | 58h 14' 14"              |
| 2.                       | Miguel Ángel López       | Kolumbia                 | Astana                        | + 17"                    |
| 3.                       | Sergio Higuita           | Kolumbia                 | EF Education First            | + 9' 46"                 |
| 4.                       | Ruben Guerreiro          | Portugalia               | Katusha-Alpecin               | + 12' 50"                |
| 5.                       | James Knox               | Wielka Brytania          | Deceuninck-Quick Step         | + 15' 00"                |
| 6.                       | Kilian Frankiny          | Szwajcaria               | Groupama-FDJ                  | + 18' 55"                |
| 7.                       | Sepp Kuss                | Stany Zjednoczone        | Team Jumbo-Visma              | + 35' 02"                |
| 8.                       | Ben O’Connor             | Australia                | Dimension Data                | + 35' 59"                |
| 9.                       | Óscar Rodríguez          | Hiszpania                | Euskadi Basque Country-Murias | + 36' 43"                |
| 10.                      | Amanuel Ghebreigzabhier  | Erytrea                  | Dimension Data                | + 37' 58"                |

### Klasyfikacja drużynowa
| Klasyfikacja drużynowa | Klasyfikacja drużynowa        | Klasyfikacja drużynowa | Klasyfikacja drużynowa |
| Drużyna                | Drużyna                       | Państwo                | Czas                   |
| ---------------------- | ----------------------------- | ---------------------- | ---------------------- |
| 1.                     | Movistar Team                 | Hiszpania              | 173h 42' 40"           |
| 2.                     | Astana                        | Kazachstan             | + 28' 50"              |
| 3.                     | Team Jumbo-Visma              | Holandia               | + 45' 31"              |
| 4.                     | Mitchelton-Scott              | Australia              | + 1h 31' 43"           |
| 5.                     | AG2R La Mondiale              | Francja                | + 1h 43' 00"           |
| 6.                     | Bahrain-Merida                | Bahrajn                | + 2h 04' 32"           |
| 7.                     | Trek-Segafredo                | Stany Zjednoczone      | + 2h 09' 48"           |
| 8.                     | Euskadi Basque Country-Murias | Hiszpania              | + 2h 12' 46"           |
| 9.                     | Dimension Data                | Południowa Afryka      | + 2h 16' 16"           |
| 10.                    | Team Sunweb                   | Niemcy                 | + 2h 17' 59"           |